# National Union of Workers
National Union of Workers (NUW) är en av de större fackföreningarna i Australien. Den grundades 1989 som en sammanslagning av sex äldre fackföreningar:
- Federated Storemen and Packers Union (grundad 1912)
- Federated Rubber and Allied Workers Union (grundad 1908)
- Federated Cold Storage and Meat Preserving Employees' Union (grundad 1908)
- Federated Millers and Manufacturing Grocers Union (grundad 1909)
- Commonwealth Foremen's Association (grundad 1912)
- United Sales Representatives and Commercial Travellers Guild (grundad 1888)